# Dimorphodon
Dimorphodon je bio rod srednje velikih pterosaura iz perioda rane jure. Naziv mu je 1859. dao paleontolog Richard Owen. Dimorphodon znači "zub s dva oblika", od starogrčkog δι/di - "dva", μορφη/morfe - "oblik" i οδων/odon - "zub", što se odnosi na činjenicu da je u čeljusti imao dva različita tipa zuba, što je dosta rijetka pojava među gmazovima.

## Otkriće
Prve fosilne ostatke koji se priključuju rodu Dimorphodon pronašla je engleska kolekcionarka fosila Mary Anning kod Lyme Regisa u Dorsetu (UK u prosincu 1828. godine. Ta britanska regija danas pripada Svjetskoj baštini i nazvana je Jurska obala; u njoj su izloženi slojevi formacije Blue Lias iz hetangija i sinemurija. Taj primjerak preuzeo je William Buckland i prijavio ga na sastanku Geološkog društva Londona 5. veljače 1829. godine. Nakon detaljnog istraživanja koje su 1835. proveli William Clift i William John Broderip, taj izvještaj, jako proširen, objavljen je u Transakcijama Geološkog društva, te je u njemu opisan i imenovan fosil nove vrste. Kao što je bio slučaj s većinom ranih otkrića pterosaura, Buckland je ostatke klasificirao u rod Pterodactylus, stvorivši novu vrstu, Pterodactylus macronyx. Naziv vrste potječe od grčkog makros, "velika" i onyx, "kandža", što se odnosilo na velike kandže na rukama. Taj primjerak, danas poznat pod oznakom NHMUK PV R 1034, sastojao se od nepotpunog i nepovezanog kostura na kamenoj ploči, te mu je nedostajala lubanja. Buckland je 1835. također priključio dio čeljusti iz zbirke Elizabeth Philpot u vrstu P. macronyx. Kasnije su mnogobrojne navodne vrste priključene rodu Pterodactylus postale toliko anatomski različite da su ih počeli odvajati u zasebne rodove.
Richard Owen je 1858. prijavio otkriće dva nova primjerka, NHMUK PV R 41212 i NHMUK PV R 1035, opet nepotpunih skeleta, ali ovaj put s lubanjama. Pronašavši lubanju mnogo drugačijom od lubanje Pterodactylusa, Owen je prenio vrstu Pterodactylus macronyx u njen vlastiti rod, koji je nazvao Dimorphodon. U njegovom prvom izvještaju nije postojao opis i naziv je ostao nomen nudum. Međutim, 1859. je u jednoj objavi pružio i opis. Nakon nekoliko istraživanja u kojima su istaknuti anatomski aspekti Dimorphodona, Owen je 1874. učinio NHMUK PV R 1034 holotipnim primjerkom.
Iako fosili Dimorphodona nisu vrlo česti, pronađeno je još fragmentiranih primjeraka. Neke od njih je Othniel Charles Marsh između 1873. i 1881. pribavio od londonskog trgovca fosilima Brycea McMurdoa Wrighta. Jedan od njih pronađen je u ranojurskim slojevima na južnoj obali rijeke Severn, kod litice Aust.

## Anatomija
Dimorphodon je imao veliku, glomaznu lubanju dugu oko 22 cm, čiju su težinu smanjivali veliki otvori međusobno razdijeljeni tankim koštanim pregradama. Njezina struktura, koja je podsjećala na nosive lukove mosta, navela je Richarda Owena da izjavi da, barem što se tiče postizanja velike snage od lakih materijala, ni jedan kralježak nije bio ekonomičnije konstruiran; Owen je vidio lubanju kralježnjaka kao kombinaciju četiri kralješka modificirana od idealnog tipa kralješka. Prednji dio gornje čeljusti sadržavao je četiri ili pet zuba sličnih očnjacima, nakon kojih je slijedio neodređeni broj manjih zuba; gornja čeljust svih primjeraka oštećena je u zadnjem dijelu. U donjoj čeljusti nalazilo se pet dužih i trideset do četrdeset sićušnih, spljoštenih šiljastih zuba, šiljastog oblika. Često se prikazuje za "kljunom" kao kod tupika (Fratercula arctica) zbog sličnosti njihovih lubanja.
Struktura tijela Dimorphodona pokazuje mnoge "primitivne" osobine, kao što su, prema Owenu, vrlo malena glava i proporcionalno kratka krila. Prva falanga letnog prsta samo je neznatno dulja od podlaktice. Vrat mu je bio kratak, ali snažan i pokretljiv i moguće je da je tu imao "vreću" kao pelikan. Kralješci su imali otvore kroz koje su zračne vreće mogle dospjeti u šuplju unutrašnjost. Odrasli Dimorphodoni imali su dužinu tijela od jednog metra, s rasponom krila od 1,45 m.
Rep mu je bio dug i sastojao se od trideset kralježaka. Prvih pet-šest bilo je kratko i pokretljivo, ali ostali su se postupno izduživali i ukrućivali izduljenim izraštajima. Moguće je da je na kraju repa imao "jedarce" kao i Rhamphorhynchus, iako još uvijek nisu pronađeni ostaci mekog tkiva koji bi potvrdili to nagađanje.

### Hod
Owen je vidio Dimorphodona kao četveronožnu životinju. Nagađao je da je peti nožni prst podržavao membranu između repa i nogu i da je zbog toga bio vrlo nezgrapan na tlu. Međutim, njegov protivnik Harry Govier Seeley, propagirajući pogled da su pterosauri bili toplokrvni i aktivni, tvrdio je da je Dimorphodon bio ili pokretljiv četveronožac ili dvonožac sposoban za trčanje zbog relativno dobro razvijenih zadnjih udova i osobina zdjelice. Kevin Padian je tokom 1980-ih oživio tu hipotezu. Međutim, fosilizirani tragovi drugih pterosaura pokazuju četveronožan hod na tlu, ali oni pripadaju naprednijim pterosaurima s kratkim petim nožnim prstom. Dimorphodonov je bio izdužen, bez pandže i okrenut ustranu. David Unwin je, prema tome, tvrdio da je čak i Dimorphodon bio četveronožac, što je Sarah Sangster potvrdila računalnim modeliranjem.

## Ekologija
Naše je znanje o načinu života Dimorphodona ograničeno. Vjerojatno je pretežno nastanjivao obalne regije i moguće je da je imao vrlo raznoliku ishranu. Buckland je smatrao da se hranio kukcima. Kasnije su ga često počeli prikazivati kao ribojeda, iako je za Bucklandovu prvobitnu ideju postojalo više biomehaničkih dokaza. Dimorphodon je imao napredno mišičje čeljusti specijalizirano za tehniku hranjenja "zgrabi i ne puštaj". Čeljust se mogla zatvoriti izuzetno brzo, ali s relativno malo sile ili penetracije zuba. To, zajedno s kratkom i visokom lubanjom i duljim, šiljastim prednjim zubima ukazuje na to da je Dimorphodon bio kokcojed, iako se možda povremeno hranio i malenim kralježnjacima i lešinama.

## Filogenija
Seeley je 1870. priključio rod Dimorphodon vlastitoj porodici, Dimorphodontidae, s tim istim rodom kao jedinim pripadnikom. Njemački paleontolog Peter Wellnhofer je 1991. predložio da je Dimorphodon možda potekao od ranijeg europskog pterosaura Peteinosaurusa. Kasnije precizne kladističke analize to nisu potvrdile. Prema Unwinu, Dimorphodon je bio u srodstvu s, iako vjerojatno ne i potomak, Peteinosaurusa, a oba roda formiraju kladus Dimorphodontidae, najprimitivniju grupu unutar Macronychoptera, a unutar nje sestrinsku grupu Caelidracones. To bi značilo da su obje vrste najprimitivniji poznati pterosauri, s izuzetkom Preondactylusa. Međutim, prema Alexanderu Kellneru, Dimorphodon je mnogo manje primitivan i nije blizak srodnik Peteinosaurusa.